# Verner Karlsson
Två riksdagsmän med samma namn, se Verner Karlsson (politiker, 1880-1954) samt Verner Karlsson i Vätö
Karl Verner Karlsson, född 1 december 1905 i Stockholm, död 3 november 1981 i Stockholm, var en svensk musiker, främst på trombon.

## Filmografi
- 1939 – Melodin från Gamla Stan
- 1940 – Blyge Anton
- 1950 – Ung och kär